# Vargem Grande do Sul
Vargem Grande do Sul, amtlich Município de Vargem Grande do Sul, früher Vargem Grande, ist eine Mittelstadt im brasilianischen Bundesstaat São Paulo. Die Munizipalstadt liegt 235 km von der Hauptstadt São Paulo entfernt.
Die Gemeinde hat nach der Volkszählung 2010 39.266 Einwohner, die Vargem-Grandenser genannt werden. Zum 1. Juli 2019 wurde die Einwohnerzahl vom IBGE auf 42.845 geschätzt. Die Fläche beträgt 267,178 km² (Stand 2018); die Bevölkerungsdichte lag 2010 bei rund 147 Personen pro km².

## Geschichte

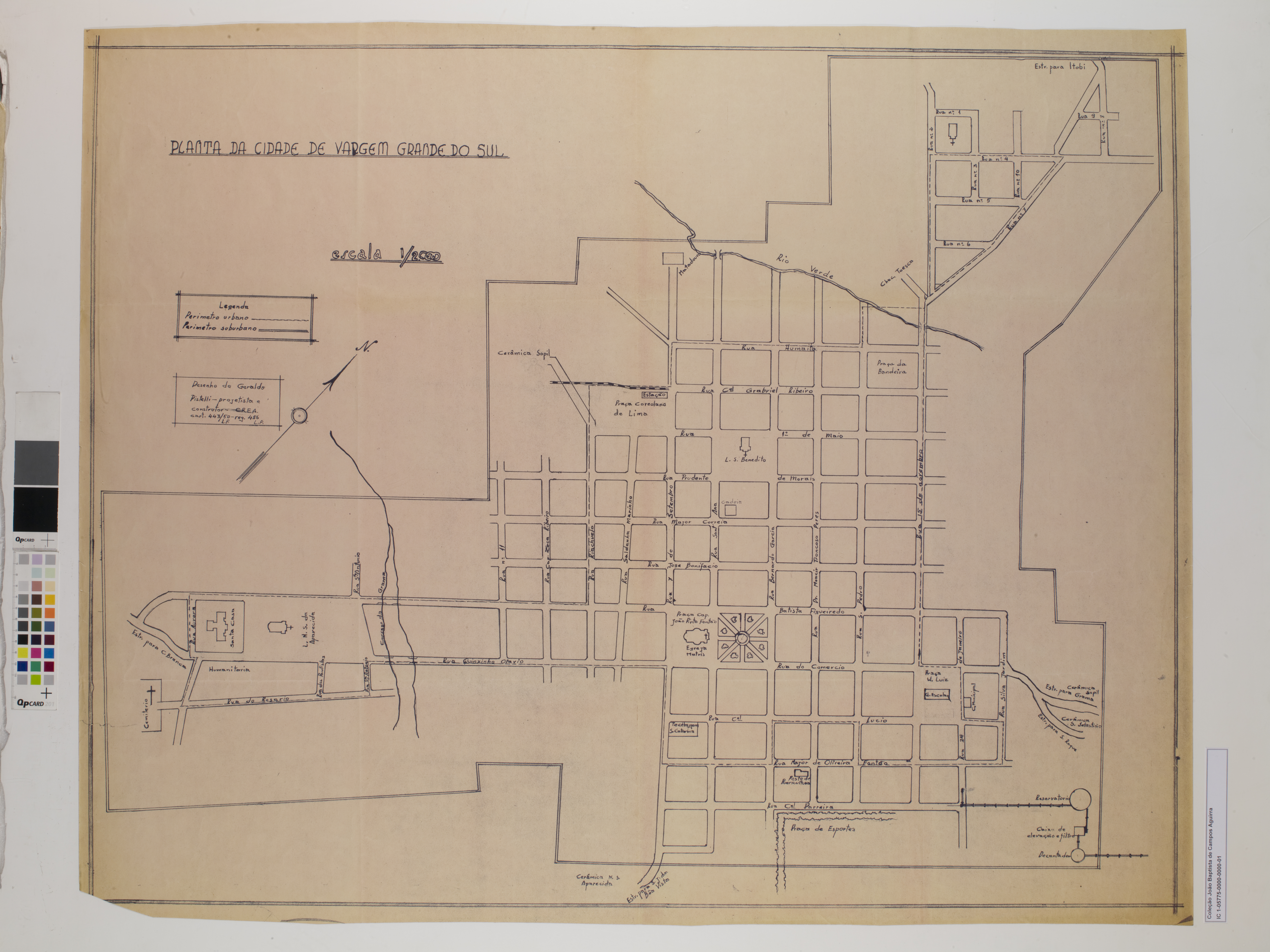
Älterer Plan der Stadt Vargem Grande do Sul, gezeichnet von Geraldo Pistelli.

Seit dem 17. Jahrhundert waren die Territorien nördlich und westlich von São Paulo durch Bandeirantes geprägt, das Gebiet war dann nach Sesmarias aufgeteilt, darunter die Sesmaria Várzea Grande und die Fazenda Várzea Grande, die bis 1874 bereits an die 60 Weiler führte. Der 26. September 1874 wird von der Stadt als Gründungsdatum angeführt, als ein Pater José Valeriano de Souza, Vikar aus São João da Boa Vista an den Ufern des Rio Verde eine Pfarrei errichtete. In der Provinz São Paulo wurde durch Provinzialgesetz Nr. 14 vom 18. Februar 1888 der Distrito de Vargem Grande gegründet und der Stadt São João da Boa Vista untergeordnet. Politische Selbständigkeit erhielt der Distrikt durch Ausgliederung als Município de Vargem Grande durch Gesetz am 1. Dezember 1921, die Eigenständigkeit trat am 24. Februar 1922 in Kraft. Am 30. November 1944 wurde der Ort in Vargem Grande do Sul umbenannt, da es noch einen gleichnamigen Ort in Maranhão gibt.
Das Gemeindegebiet ist stark durch italienische Einwanderer geprägt, Landwirtschaft ist der hauptsächliche Wirtschaftszweig. Zu Erntezeiten wächst die Bevölkerung durch Wanderarbeiter aus dem Norden und Nordosten.

## Geographie
Im Zentrum liegt die Stadt auf einer Höhe von 721 Metern. Die Flüsse Rio Jaguari-Mirim, Rio Fartura und Rio Verde gehören zum Einzugsgebiet des Paraná-Beckens. Das Höhenklima wird als feucht-tropisch der Klasse Cfa nach Köppen und Geiger angegeben.

## Sprache

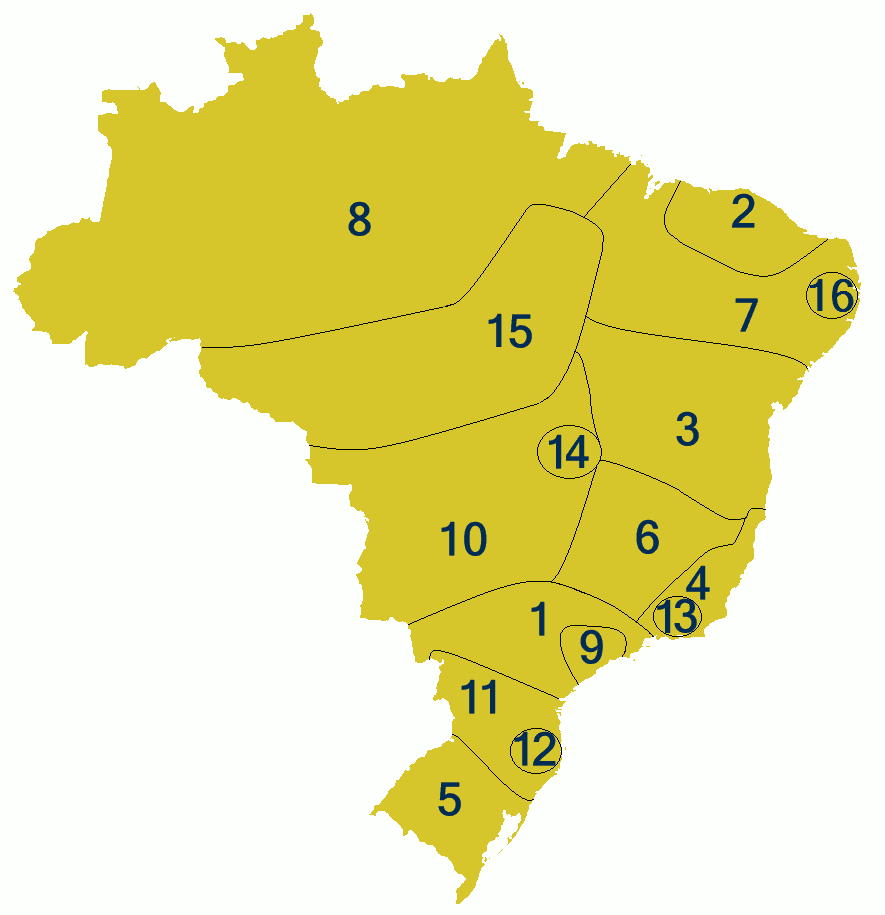
Dialektgeografie des Brasilianischen Portugiesisch
1 – Caipira
2 – Costa norte
3 – Baiano
4 – Fluminense
5 – Gaúcho
6 – Mineiro
7 – Nordestino
8 – Nortista
9 – Paulistano
10 – Sertanejo
11 – Sulista
12 – Florianopolitano
13 – Carioca
14 – Brasiliense
15 – Serra amazônica
16 – Recifense

Bekannt ist das gesamte Gebiet durch eine eigene Bauernsprache, dem Caipira-Dialekt (Dialeto caipira), der Anfang der 1920er Jahre in das Interesse von Sprachwissenschaftlern gelangte. Die Phonetik zeigt Einflüsse des Provencalischen, Andalusischen, Französischen, Spanischen, Galego, Italienischen, Alt-Katalanischen und Aragonesisch.

## Stadtverwaltung
Stadtpräfekt (Exekutive) ist nach der Kommunalwahl 2016 für die Amtszeit 2017 bis 2020 Amarildo Duzi Moraes von dem Partido da Social Democracia Brasileira (PSDB); die Legislative liegt bei der Câmara Municipal, deutsch: Stadtverordnetenkammer oder Stadtrat, die aus 13 Abgeordneten besteht. Der Ort ist gleichzeitig Sitz des einzigen und gleichnamigen Distrikts.
Mit 13 weiteren Gemeinden bildete sie bis 2017 die Mikroregion São João da Boa Vista, diese war eine von fünf Mikroregionen der Mesoregion Campinas.

## Infrastruktur
Vargem Grande do Sul ist an die Landesstraßen SP-344 und SP-215 angebunden.

## Söhne und Töchter
- José Junqueira de Oliveira, Junqueira, (1910–19885), brasilianischer Fußballspieler
- Hélio Paschoal (1927–2005), römisch-katholischer Ordensgeistlicher, Bischof von Livramento de Nossa Senhora
- Washington Novaes (* 1934), Journalist und Autor
- Tião do Carro, das ist João Benedito Urbano, (1946–2009), Geiger, Sänger und Komponist